# Ministro presidente
Il titolo di ministro presidente, dal tedesco Ministerpräsident, è utilizzato dai capi del governo di alcuni Stati europei e, a livello regionale, da quelli degli stati federati (Lander) tedeschi e dalle comunità e regioni belghe.

## Utilizzo a livello nazionale
Nel contesto di un governo nazionale il ministro presidente è equiparabile a un primo ministro o a un presidente del consiglio dei ministri e viene talvolta chiamato in maniera informale premier.
- Ministro presidente della Bulgaria
- Ministro presidente dell'Islanda
- Ministro presidente della Lituania
- Ministro presidente dei Paesi Bassi
- Ministro presidente della Lettonia
- Ministro presidente dell'Ungheria

## Utilizzo a livello regionale

### Germania
In Germania, il titolo di "ministro presidente" (Ministerpräsident) è ricoperto da tredici dei sedici capi di governo dei Länder. Hanno il potere regolatore e detengono, con il loro governo, il potere esecutivo. Nelle tre città-Land di Berlino, Brema e Amburgo, si parla, rispettivamente, di sindaco-governatore (Regierender Bürgermeister), di presidente del Senato (Präsident des Senats), e di primo sindaco (Erster Burgermeister).
In ogni Land, il ministro presidente ha un vice (Stellvertreter des Ministerpräsidenten), che ricopre anche una carica ministeriale.
I tre ministri presidenti tedeschi delle Città-Stato (Stadtstaat) sono:
- Sindaci-governatori di Berlino
- Primi sindaci di Amburgo
- Sindaci di Brema

I tredici ministri presidenti tedeschi dei Länder sono:
- Ministri presidenti dell'Assia
- Ministri presidenti del Baden-Württemberg
- Ministri presidenti della Bassa Sassonia
- Ministri presidenti della Baviera
- Ministri presidenti del Brandeburgo
- Ministri presidenti del Meclemburgo-Pomerania Anteriore
- Ministri presidenti della Renania-Palatinato
- Ministri presidenti della Renania Settentrionale-Vestfalia
- Ministri presidenti della Saarland
- Ministri presidenti della Sassonia
- Ministri presidenti della Sassonia-Anhalt
- Ministri presidenti dello Schleswig-Holstein
- Ministri presidenti della Turingia

### Belgio
In Belgio il titolo di "ministro-presidente" (in olandese: Minister-president, in tedesco: Ministerpräsident) è ricoperto dai capi di governo degli enti federati che sono le regioni e le comunità. I cinque ministri presidenti belgi sono:
- Ministri presidenti della Comunità francese del Belgio
- Ministri presidenti della Comunità germanofona del Belgio
- Ministri presidenti delle Fiandre e della Comunità fiamminga del Belgio
- Ministri presidenti della Vallonia